# Psychotria pseudopavetta
Psychotria pseudopavetta är en måreväxtart som beskrevs av Domingo Bello y Espinosa. Psychotria pseudopavetta ingår i släktet Psychotria och familjen måreväxter. Inga underarter finns listade i Catalogue of Life.